# Аагські джерела
Аагські джерела (Чистинські) - мінеральні гарячі та холодні джерела в південній частині Камчатського півострова.
Знаходяться на території Єлізовського району Камчатського краю Росії.
Розташовані в верхів'ях лівого витоку річки Чистої, на північний схід від Піначівського перевалу в передгір'ях погаслого вулкана Ааг.
Перший опис складено в 1962 році вулканологом Є.О. Вакіним.
Джерела складаються з двох груп численних грифонів: верхній, з холодною водою і температурою на виході від 5 до 11 °С і невеликим дебітом, і нижній, з температурою води до 39 °С і дебітом близько 10 л/с. Місцевість на десятки метрів навколо виходів термальних вод пофарбована в оранжевий колір завдяки відкладенням  гідроксидів заліза.
 
Мінералізація води близько 1,1 г/л, кремнієвої кислоти: - до 0,16 г/л. Вода на смак кислувата .